# Choerodon schoenleinii
Choerodon schoenleinii is een straalvinnige vissensoort uit de familie van lipvissen (Labridae). De wetenschappelijke naam van de soort werd voor het eerst geldig gepubliceerd in 1839 door Achille Valenciennes.
De soort staat op de Rode Lijst van de IUCN als Gevoelig, beoordelingsjaar 2004.

## Gebruik van werktuigen
In het Australische Groot Barrièrerif werd een wilde Choerodon schoenleinii, gespot die met een steen een schelp open kraakte. De vis, ongeveer 30 cm groot, positioneerde zich zijdelings langs de steen, en gebruikte zijn hele lijf als hefboom om de schelp tegen de steen kapot te slaan.
De professionele duiker Scott Gardner, die dit opmerkelijk verschijnsel zag gebeuren op een diepte van 18 meter, nam er in 2006 foto's van. Hij zat net zonder lucht en was van plan zich naar het wateroppervlak te begeven, toen hij opeens een krakend geluid hoorde. Wetenschappers discussieerden er bijna zes jaar lang over of de actie van de vis kan beschouwd worden als het gebruik van gereedschap. Tegenstanders verweten namelijk dat de vis geen werktuig opraapt om de schelp te kraken, maar de schelp zelf. Voorstanders zeiden echter dat de voorwaarde om een werktuig op te rapen te zeer vertrekt vanuit het gedrag van primaten. Een vis heeft namelijk geen handen, en bovendien is de weerstand onder water helemaal anders dan op het land. De conclusie luidt nu dat de vis wel degelijk een werktuig gebruikte.
Sinds deze gebeurtenis in 2006 is geen geval bekend van vissen met een gelijkaardig gedrag (2011).